# Selección de fútbol sub-17 de Bonaire
La selección de fútbol sub-17 de Bonaire es el equipo representante bonairense para las competiciones del respectivo nivel.

## Estadísticas

### Copa Mundial Sub-17
Resultado general: No se ha clasificado.
| Año                             | PJ                      | PG                      | PE                      | PP                      | GF                      | GC                      | DIF.                    | PTS                     | Ronda                   |
| ------------------------------- | ----------------------- | ----------------------- | ----------------------- | ----------------------- | ----------------------- | ----------------------- | ----------------------- | ----------------------- | ----------------------- |
| China 1985 a Corea del Sur 2007 | No existía la selección | No existía la selección | No existía la selección | No existía la selección | No existía la selección | No existía la selección | No existía la selección | No existía la selección | No existía la selección |
| Nigeria 2009                    | No participó            | No participó            | No participó            | No participó            | No participó            | No participó            | No participó            | No participó            | No participó            |
| México 2011                     | No participó            | No participó            | No participó            | No participó            | No participó            | No participó            | No participó            | No participó            | No participó            |
| Emiratos Árabes Unidos 2013     | No participó            | No participó            | No participó            | No participó            | No participó            | No participó            | No participó            | No participó            | No participó            |
| Chile 2015                      | No participó            | No participó            | No participó            | No participó            | No participó            | No participó            | No participó            | No participó            | No participó            |
| India 2017                      | No participó            | No participó            | No participó            | No participó            | No participó            | No participó            | No participó            | No participó            | No participó            |
| Brasil 2019                     | No clasificó            | No clasificó            | No clasificó            | No clasificó            | No clasificó            | No clasificó            | No clasificó            | No clasificó            | No clasificó            |
| Indonesia 2023                  | No clasificó            | No clasificó            | No clasificó            | No clasificó            | No clasificó            | No clasificó            | No clasificó            | No clasificó            | No clasificó            |
| Qatar 2025                      | No clasificó            | No clasificó            | No clasificó            | No clasificó            | No clasificó            | No clasificó            | No clasificó            | No clasificó            | No clasificó            |
| Total                           | —                       | —                       | —                       | —                       | —                       | —                       | –                       | —                       | —                       |

### Campeonato Sub-17 de la Concacaf
| Año                                              | PJ                      | PG                      | PE                      | PP                      | GF                      | GC                      | DIF.                    | PTS                     | Ronda                   |
| ------------------------------------------------ | ----------------------- | ----------------------- | ----------------------- | ----------------------- | ----------------------- | ----------------------- | ----------------------- | ----------------------- | ----------------------- |
| Trinidad y Tobago 1983 a Honduras - Jamaica 2007 | No existía la selección | No existía la selección | No existía la selección | No existía la selección | No existía la selección | No existía la selección | No existía la selección | No existía la selección | No existía la selección |
| México 2009                                      | No participó            | No participó            | No participó            | No participó            | No participó            | No participó            | No participó            | No participó            | No participó            |
| Jamaica 2011                                     | No participó            | No participó            | No participó            | No participó            | No participó            | No participó            | No participó            | No participó            | No participó            |
| Panamá 2013                                      | No participó            | No participó            | No participó            | No participó            | No participó            | No participó            | No participó            | No participó            | No participó            |
| Honduras 2015                                    | No participó            | No participó            | No participó            | No participó            | No participó            | No participó            | No participó            | No participó            | No participó            |
| Panamá 2017                                      | No participó            | No participó            | No participó            | No participó            | No participó            | No participó            | No participó            | No participó            | No participó            |
| Estados Unidos 2019                              | 4                       | 2                       | 1                       | 1                       | 5                       | 9                       | –4                      | 1                       | Primera fase            |
| Guatemala 2023                                   | No clasificó            | No clasificó            | No clasificó            | No clasificó            | No clasificó            | No clasificó            | No clasificó            | No clasificó            | No clasificó            |
| Total                                            | 4                       | 2                       | 1                       | 1                       | 5                       | 9                       | –4                      | 7                       | —                       |

### Clasificación de Concacaf para la Copa Mundial Sub-17
| Año   | PJ | PG | PE | PP | GF | GC | DIF. | PTS | Ronda                   |
| ----- | -- | -- | -- | -- | -- | -- | ---- | --- | ----------------------- |
| 2025  | 3  | 0  | 0  | 3  | 1  | 15 | –14  | 0   | 4° Grupo D No clasificó |
| Total | 3  | 0  | 0  | 3  | 1  | 15 | –14  | 0   | 0 clasificaciones       |

## Últimos y próximos encuentros
| Fecha      | Ciudad         | Local        | Resultado | Visitante    | Competición                              |
| ---------- | -------------- | ------------ | --------- | ------------ | ---------------------------------------- |
| 03-09-2022 | Bradenton      | Bermudas     | 2:0       | Bonaire      | Clas. Premundial Sub-17 Concacaf de 2023 |
| 05-09-2022 | Bradenton      | Bonaire      | 2:1       | Saint-Martin | Clas. Premundial Sub-17 Concacaf de 2023 |
| 07-09-2022 | Bradenton      | Bahamas      | 0:3       | Bonaire      | Clas. Premundial Sub-17 Concacaf de 2023 |
| 14-05-2024 | Philipsburg    | Sint Maarten | 0:0       | Bonaire      | Partido amistoso                         |
| 05-08-2024 | Oranjestad     | Aruba        | 0:1       | Bonaire      | Partido amistoso                         |
| 09-08-2024 | Rincón         | Bonaire      | 2:1       | Aruba        | Partido amistoso                         |
| 29-01-2025 | Bridgetown     | Barbados     | 1:0       | Bonaire      | Partido amistoso                         |
| 10-02-2025 | San Pedro Sula | Puerto Rico  | 3:0       | Bonaire      | Clas. Copa Mundial Sub-17 2025           |
| 12-02-2025 | San Pedro Sula | Honduras     | 8:0       | Bonaire      | Clas. Copa Mundial Sub-17 2025           |
| 15-02-2025 | San Pedro Sula | Saint-Martin | 4:1       | Bonaire      | Clas. Copa Mundial Sub-17 2025           |